# Роздольне (Мамлютський район)
Роздо́льне (каз. Раздольное) — село у складі Мамлютського району Північноказахстанської області Казахстану. Входить до складу Кизиласкерського сільського округу.
До 16 серпня 1971 року село називалось Зурюк, пізніше Роздольє.
Населення — 94 особи (2021; 226 у 2009, 287 у 1999, 376 у 1989).
Національний склад станом на 1989 рік:
- росіяни — 53 %
- казахи — 33 %.